# Solomon Hillen
Solomon Hillen junior (* 10. Juli 1810 bei Baltimore, Maryland; † 26. Juni 1873 in New York City) war ein US-amerikanischer Politiker.
Hillen wurde 1810 auf dem Familienanwesen Hillen Road nahe Baltimore geboren. Er studierte Jura am Georgetown College und praktizierte nach seiner Aufnahme in die Anwaltschaft in Baltimore. Von 1834 bis 1838 gehörte er dem Abgeordnetenhaus von Maryland an.
Hillen, der als Demokrat in den 26. Kongress gewählt wurde, vertrat vom 4. März 1839 bis zum 3. März 1841 den Bundesstaat Maryland im US-Repräsentantenhaus. Nach seinem Ausscheiden aus dem Kongress begann er wieder in seinem früheren Beruf tätig zu werden und bekleidete daneben 1842 bis 1845 das Amt des Bürgermeisters von Baltimore. Hillen starb 1873 in New York und wurde auf dem Green Mount Cemetery in Baltimore beigesetzt.